# Estafermo

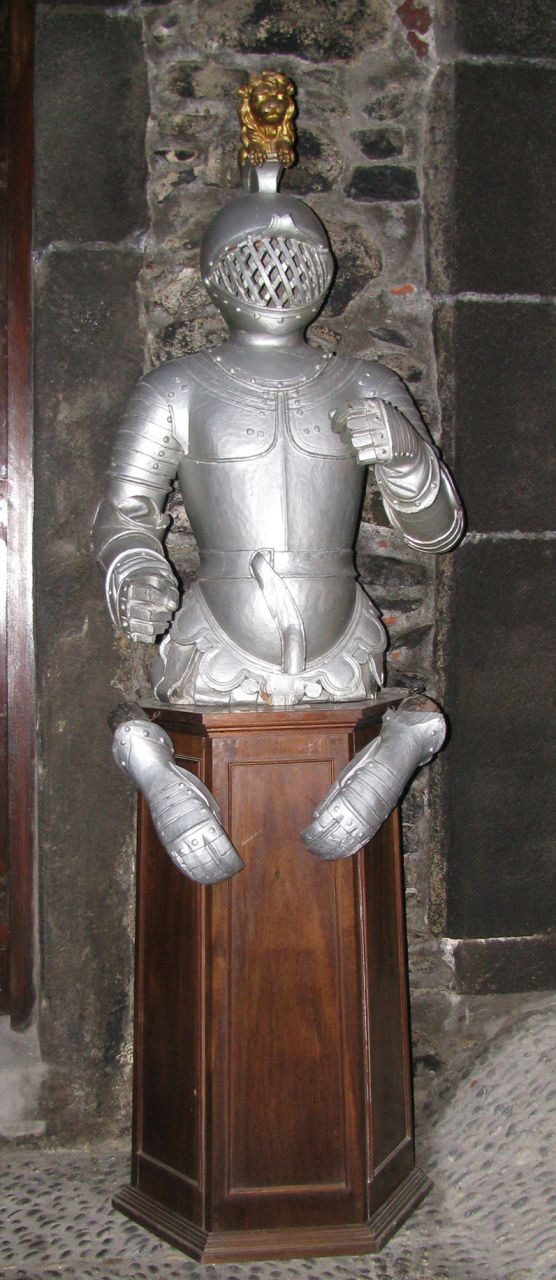
Ejemplo de estafermo

El estafermo (del italiano sta fermo, ‘está firme’, ‘está quieto’) es un tipo de maniquí o muñeco empleado en un juego de habilidad medieval consistente en que un caballero golpeaba con su lanza extendida un trofeo de cinco armas o el escudo del estafermo coronado por un mástil vertical fijo o giratorio asentado sobre una base. El estafermo estaba armado con un escudo en una mano, y en la otra sujetaba una correa de la que pendían unas bolas o unos saquillos de arena, aunque también podían colocarse otras como alabardas, clavas o mazas.
El estafermo se emplazaba al final de una pista en la que los jinetes se lanzaban a caballo simulando una situación real de combate. La destreza consistía en dañar con la lanza el escudo y evitar que el estafermo golpeara al participante con el arma que llevaba en la otra mano.

## Historia
Este juego medieval, destinado principalmente a la formación de caballeros, era también un pasatiempo practicado por todas las clases sociales de la sociedad medieval. Si bien el uso de los caballos ayudaba en el entrenamiento para la justa, el juego podía jugarse a pie, utilizando un caballo de madera o en barcos. En una variante del juego, el estafermo era un tonel lleno de agua que, si el golpe era malo, se vaciaba sobre el atacante. Una forma posterior era un poste con un travesaño, del cual estaba suspendido un anillo, que el jinete intentaba perforar con su lanza mientras iba a toda velocidad.
Este deporte fue muy popular en Europa en el siglo XVII y todavía se practica como una característica del deporte militar y ecuestre.

### Estafermo de Offham
La característica histórica más conocida del pueblo de Offham en Kent es el estafermo, una supuesta invención romana que fue popular en la época isabelina como un medio para probar la agilidad de los jinetes.

Escribiendo en 1782 en su Historia de Kent, Edward Hasted dice:
«En Offham se encuentra un estafermo, algo que ahora es raro encontrar, ya que era una máquina muy utilizada en el pasado por los jóvenes, tanto para probar su propia actividad como la rapidez de sus caballos al correr en ella. Su travesaño es ancho en un extremo y está lleno de agujeros; en el otro extremo cuelga una bolsa de arena que gira al moverse con cualquier golpe. El pasatiempo era que el joven a caballo corriera lo más rápido posible y golpeara la parte ancha de su carrera con mucha fuerza. El que por casualidad no lo acertó, fue tratado con fuertes expresiones de burla; y el que logró golpearlo, hizo el mejor uso de su rapidez, para no recibir un golpe fuerte en su cuello desde la bolsa de arena, que instantáneamente giró desde el otro extremo del estafermo. El gran diseño de este deporte era probar la agilidad tanto del caballo como del hombre, y romper el tablero, y quien lo hiciera sería considerado el mejor deporte del día».

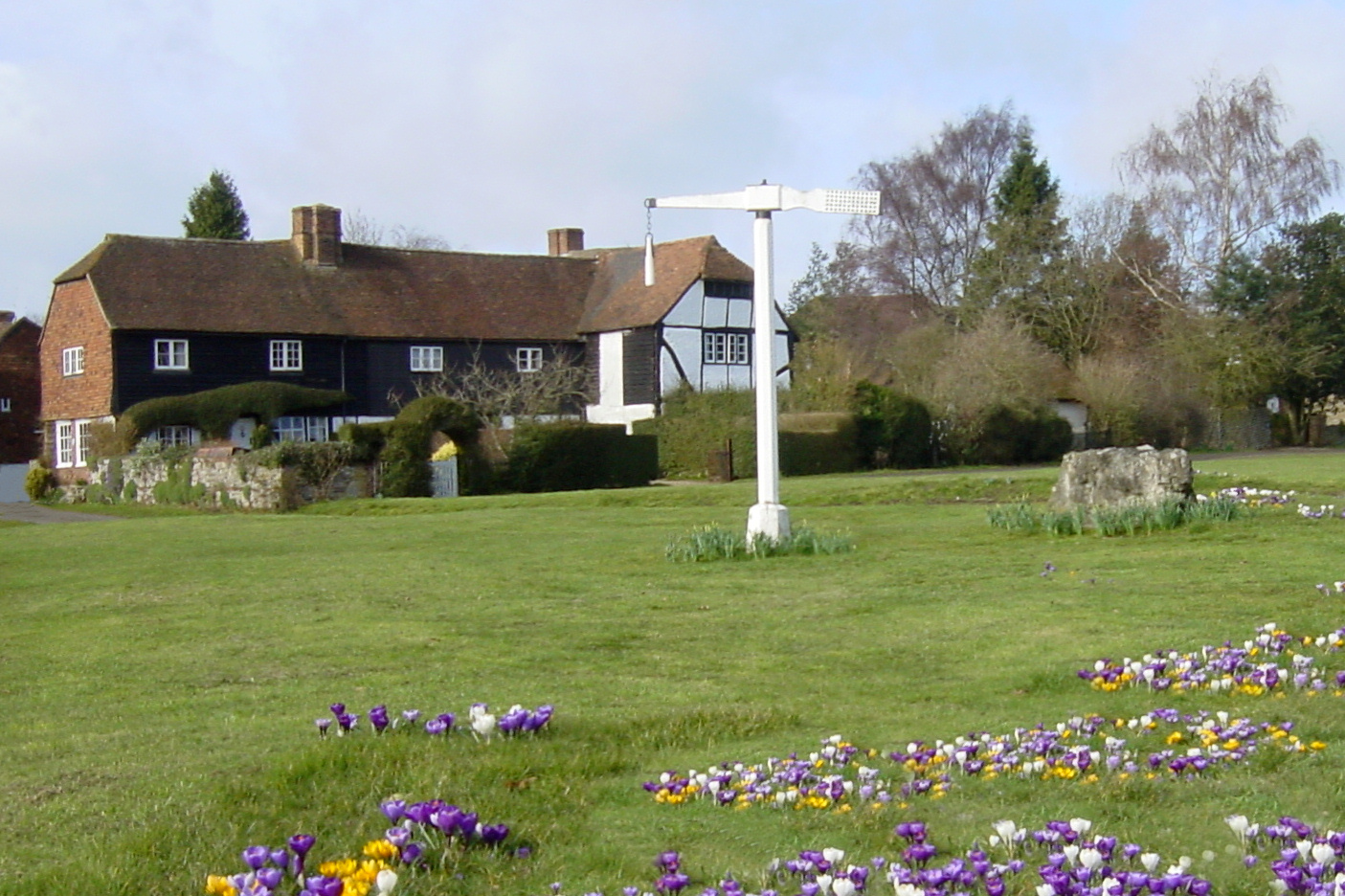
Estafermo de Offham

Durante la Segunda Guerra Mundial, el estafermo de Offham fue retirado para evitar que sirviera como punto de referencia para un ejército invasor, siendo restaurado a su ubicación actual con mucha ceremonia en presencia de lord Cornwallis, lord teniente de Kent, el 11 de agosto de 1945.
La piedra y la placa que explican la historia del estafermo se inauguraron el sábado 15 de septiembre de 1951 en presencia del general sir E. Thomas Humphreys (presidente del consejo parroquial), la señora Emily Cosgrave y el coronel A. M. Wilkinson como parte de las celebraciones del Festival de Gran Bretaña. En la década de 1980 se utilizó una réplica de un estafermo para competir a caballo durante las celebraciones anuales del Primero de Mayo, pero esta práctica se ha visto limitada por cuestiones de seguridad. La responsabilidad del mantenimiento y conservación del estafermo ahora recae en el consejo parroquial.
El estafermo de Offham es un monumento catalogado de segundo grado.

## Actualidad
Hoy en día la palabra se usa más como insulto, es decir, como persona que molesta, que además de no hacer nada para ayudar, también estorba.